# Saint-Georges-de-Poisieux
Saint-Georges-de-Poisieux is een gemeente in het Franse departement Cher (regio Centre-Val de Loire) en telt 369 inwoners (2005). De plaats maakt deel uit van het arrondissement Saint-Amand-Montrond.

## Geografie
De oppervlakte van Saint-Georges-de-Poisieux bedraagt 15,5 km², de bevolkingsdichtheid is 23,8 inwoners per km².
De onderstaande kaart toont de ligging van Saint-Georges-de-Poisieux met de belangrijkste infrastructuur en aangrenzende gemeenten.

## Demografie
Onderstaande figuur toont het verloop van het inwonertal (bron: INSEE-tellingen).